# جوزيف غونزاليس
جوزيف غونزاليس (بالفرنسية: Joseph Gonzales)‏ (مواليد 6 أغسطس 1941) هو ملاكم فرنسي، مثّل بلاده في الألعاب الأولمبية الصيفية 1964 وحقق الميدالية الفضية في فئة الوزن المتوسط الخفيف.

## روابط خارجية
جوزيف غونزاليس على موقع بوكس ريك (الإنجليزية) (registration required)
- جوزيف غونزاليس على موقع أوليمبيديا (الإنجليزية)